# Distretto di Eten
Il distretto di Etén è uno dei venti distretti della provincia di Chiclayo, in Perù. Si trova nella regione di Lambayeque e si estende su una superficie di 84,78 chilometri quadrati.

Ha per capitale la città di Etén e contava 11.119 abitanti al censimento 2005.